# CMSS 3D
CMSS 3D (Creative MultiSpeaker Surround) ist ein Wiedergabemodus für Sound durch PCs, der es ermöglicht, aus 2 Kanälen Raumklang zu erzeugen, oder aus mehrkanaligen Quellen eine Stereowiedergabe zu mischen, die jedoch den Raumklang weiterhin behält. CMSS erfordern proprietäre Treiber und wird unter Linux nicht unterstützt. Dies macht sich vor allem bei Kopfhörern bemerkbar.
Soundkarten, die diesen Wiedergabestandard unterstützen sind:
- Soundblaster X-Fi
- Soundblaster Audigy 1, 2 und 4 (auch über analoge Ausgänge)
- Soundblaster Extigy
- Soundblaster Live! 24-bit

Außerdem kann man diese Form von Raumklang auch bei mehreren Lautsprecher-Sets einstellen, solange man die dafür benötigte Soundkarte von Creative Labs mit der Software "EAX-Konsole" hat, in der man CMSS und CMSS 2 aktivieren kann. Ein Stereosignal wird dann auf alle Surround-Lautsprecher hochgerechnet und ausgegeben. CMSS ist besser für Musik geeignet, CMSS2 mit zusätzlicher Raumklangsimulation besser für Filme.